# 羽黒山スキー場
羽黒山スキー場（はぐろさんスキーじょう）は、山形県鶴岡市にあるスキー場。
羽黒山の中腹南斜面にある。スキー、スノーボードが全面滑走可能。初級、中級、上級に分かれた7つのコースがある。ちびっこゲレンデもあり、ソリなども楽しめる。ナイター設備はなし。

## コース
| コース名       | レベル |
| -------------- | ------ |
| ふれあいコース | 初級   |
| やまぶしコース | 中級   |
| わんぱくコース | 初級   |
| うさぎコース   | 初級   |
| 小てんぐコース | 中級   |
| てんぐコース   | 上級   |

## アクセス
- 電車
  - JR鶴岡駅より羽黒山頂行きバス約50分
- 車
  - 庄内あさひインターチェンジ→こばえちゃライン→赤い大鳥居より6ｋｍ

無料駐車場あり（200台）